# Ultramikroskop
Ultramikroskop (ultra, gr. mikrós mały i skopeín patrzeć) – rodzaj mikroskopu optycznego z bocznym układem oświetlenia wykorzystujący efekt Tyndalla do badania cząstek koloidalnych. Pozwala na obserwację obiektów o rozmiarach mniejszych niż zdolność rozdzielcza zwykłego mikroskopu optycznego, tj. o wymiarach pojedynczych mikrometrów (μm), lecz nie daje informacji o ich kształcie i wielkości.
Ultramikroskop wynaleźli Richard Zsigmondy i Henry Siedentopf (1872–1940) w 1903 roku.